# 세르비아의 국기

세르비아의 국기 비율 2:3

세르비아의 국기는 세르비아 몬테네그로 시절이었던 2004년 8월 17일에 제정되었으며, 현재의 국기는 2010년 11월 11일에 제정되었다. 국기의 원형은 세르비아 공국 시절인 1835년에 제정되었다.
범슬라브색인 빨간색, 파란색, 하얀색 세 가지 색으로 구성된 가로 줄무늬 바탕에 깃대 쪽으로 세르비아의 소형 국장이 그려져 있다.
유고슬라비아 사회주의 연방공화국의 세르비아 사회주의 공화국 시절에는 빨간색, 파란색, 하얀색 세 가지 색으로 구성된 가로 줄무늬 바탕 가운데에 붉은색 별이 그려진 국기를 사용하였으며 유고슬라비아 연방 공화국의 세르비아 공화국 시절이었던 1992년부터 2006년까지는 붉은색 별을 제거한 디자인의 국기를 사용하였다.

## 규격과 색상
세르비아의 국기 규격과 색상은 다음과 같다.

세르비아의 국기 규격

| 색상 | 빨강 (줄무늬) | 빨강 (국장) | 파랑        | 노랑       | 검정      |
| ---- | ------------- | ----------- | ----------- | ---------- | --------- |
| 팬톤 | 192C          | 704C        | 280C        | 123C       | 0         |
| CMYK | 0-90-70-10    | 0-90-70-30  | 100-72-0-19 | 4-24-95-0  | 0-0-0-100 |
| RGB  | 198-54-60     | 161-45-46   | 12-64-118   | 237-185-46 | 33-35-30  |

## 그 외의 국기

세르비아의 국기, 민간기, 상선기 비율 2:3
세르비아의 대통령기 비율 2:2
세르비아의 대통령기 (의회) 비율 2:2
세르비아의 해군기 비율 2:3

## 이전의 국기

중세 세르비아 왕국의 국기 1217년-1346년
세르비아 제국의 국기 1346년-1371년
세르비아 공국의 국기 (1835년-1882년)
세르비아 왕국의 국기 (1882년-1918년)
세르비아 구국정부의 국기 (1941년-1945년)
세르비아 사회주의 공화국의 국기 (1945년-1992년)
세르비아 공화국의 국기 (1992년-2004년)
세르비아 공화국의 국기 (2004년-2010년)

## 같이 보기
- 세르비아의 국장
- 세르비아 몬테네그로의 국기
- 스릅스카 공화국의 국기